# 양한성

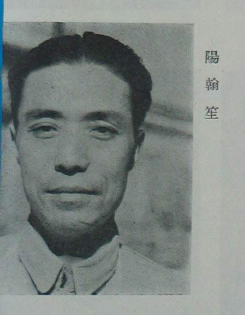
양한성

양한성(陽翰笙) (원명은 구양계수, 필명은 화한華漢) (1902년 11월 2일 ~ 1993년 6월 7일)은 중국의 소설가, 극작가이다. 쓰촨성 가오현 출신으로, 본명은 어우양번이(欧阳本义), 자는 지슈(继修), 필명은 화한(华汉)이었다. 소설과 역사극을 쓰며 그는 신속히 당시의 정치형세와 긴밀히 결합시키고 시급히 해결할 과제를 민감하게 제시하였던 바 이것은 그의 역사극 창작에서 보여준 하나의 특색이다. 그의 작품에서 전개한 사건은 명석하고 단순하며 극적 효과가 강하다.

## 생애
사천성 고현에서 태어나 상하이 대학을 졸업하고 1925년에 중국공산당에 가입하였다. 그리고 1926년에는 황포군관학교에서 일하였다. 후에는 남창봉기에 참가하여 봉기군 총정치부 비서장으로 있었다. 1928년 4월 상하이에 온 후 태양사에 참가하였고 1930년에는 좌익작가연맹의 영도사업에 참가하였다. 1928년 첫 단편소설 《여수》를 발표한 이후 많은 단편소설과 중편, 장편소설을 창작하였으며 1932년부터는 시나리오 창작과 희곡창작에 정력을 기울였다. 그는 항일전쟁 시기에 화극을 쓴 외에 역사극 《이수성의 죽음》, 《천국춘추 天國春秋》, 《서민영웅》을 써냈다.

## 작품
- 《천국춘추 天國春秋》 - 1941년에 내놓은 작품으로 그의 대표작이다. 이 극에서는 태평천국의 패망의 전환점으로 된 '양위지변'을 기점으로 하여 양수청(楊秀淸)과 위창휘, 홍선교 등의 형상을 묘사하였다. 그는 이 극의 창작에 언급하면서 "이때 나는 국민당반동파의 이 하늘에 사무치는 죄행을 고발하고 그들의 음험하고 잔인하고 악독한 본질을 폭로하기 위하여, 당시 현실의 제재를 쓸 수 없는지라 오직 이 역사제재를 선택하여 우리들의 투쟁무기로 삼았다."고 말한 바 있는데 바로 이 극작품은 소기의 목적을 보다 원만히 달성하였다.
- 《서민영웅》 - 사천성 보로(保路) 동지회에서 주권을 팔고 나라를 망친 청(淸) 정부와 영용하게 싸웠으나 자기 내부에 기여든 적의 파괴로 하여 좌절당한 비극을 썼다. 이 극본에서는 나선청(羅先淸)과 진심매(陳深梅) 등 인민영웅의 형상을 창조하였다.

1. ↑  권철, 김제봉 (1989). 《중국 현대 문학사》 1990판. 청년사. 419쪽.